# Последнее правило волшебника
«Последнее правило волшебника, или Исповедница» (англ. «Confessor») — роман Терри Гудкайнда в стиле фэнтези. Одиннадцатый в цикле «Меч Истины» и третий в трилогии «Огненная цепь». Русское издание выпущено в серии «Век Дракона» в 2010 году в издательстве АСТ. Оригинал вышел 13 ноября 2007 года в издательстве Tor Books.

## Одиннадцатое Правило Волшебника
Одиннадцатое правило волшебника гласит:
Одиннадцатое правило — это ты сам, это твоя жизнь, это твой выбор в жизни. Каждый человек индивидуален, и каждый делает свой выбор в жизни, поэтому и существует для каждого своё, то самое одиннадцатое правило волшебника.

## Сюжет
Все действия Последнего правила волшебника происходят в Новом мире. Идёт осада Народного Дворца легионами Джеганя, которые строят невиданный по своим размерам мост для вторжения на плато, одновременно с этим находя и другие лазейки внутрь неприступной крепости Лорда Рала. Ричард Рал, находясь в плену, готовится к решающей игре Джа-Ла с командой Императора Джеганя, становясь при этом жертвой покушений солдат Ордена. Кэлен испытывает страх при пребывании в шатре Императора, но не сдаётся и планирует побег. Никки и Кара возвращаются в Народный Дворец, где у Никки и Энн происходит серьёзный разговор касательно Ричарда, но развязка беседы ужасна — сёстры Тьмы врываются во Дворец через секретный туннель, убивают Энн и похищают Никки.
Рэчел убегает от неизвестного наваждения-злобных зубастых призраков-гоблов, которые преследуют её во снах и наяву днём и ночью, с каждым моментом времени всё приближаясь к ней. На одной из стоянок Рэчел встречает красивую молодую женщину, очень похожую на её умершую маму. Женщина утешает девочку, и кладёт ей в карман небольшой свёрток, говоря, что он ей пригодится. Рэчел бежит в сторону священных пещер Тамаранга, так как ей кажется, что призраки-гоблы загоняют её именно к ним, не давая уйти в сторону.
В финальной битве с командой императора команда Ричарда одерживает очень непростую победу, но Джегань, переступая через правила, присуждает победу своей команде. Ответом разъярённой толпы стал бунт, в котором Ричард тяжело ранил Джеганя. Императора закрывает гвардия и сёстры Тьмы, а командир Карг начинает кровавую расправу над взбунтовавшимися частями Императорской армии. Кэлен теряется в гуще сражения, и её уводит оказавшийся в лагере Самюэль. Ричард со своей командой и неожиданно оказавшимся рядом генералом Мейффертом и колдуньей Эди прорываются через секретный туннель в Народный Дворец, происходит сражение, во время которого появляется Зверь Крови, преследующий магистра Рала.
В пещерах Рэчел встречает королеву Виолетту, которая говорит, что Рэчел-неблагодарная и плохая девчонка, и заслуживает за это жестокой смерти. Виолетта нарисовала заклинание вызова кровожадных теней на стене пещеры, чтобы они окружили и убили Рэчел, но она не теряется, и при помощи свёртка, данного матерью, который оказывается мелом, она меняет своё изображение на стене на портрет Виолетты, и призраки расправляются с ней. Рэчел видит тёмное заклинание, связанное с Ричардом, и, помня уроки Сикс и Виолетты, перерисовывает его по-другому (в это самое время к Ричарду в тоннеле Народного Дворца возвращается его дар).
Ричард пользуется даром, который неожиданно возвращается к нему, чтобы снять ошейник Рада-Хань с шеи Никки, которая от боли, причиняемой ошейником, находится при смерти. Помимо Никки, Ричард и Бенджамин спасли из лап Джеганя и Джиллиан, Сеятельницу Снов. Зверь изгнан Ричардом, но цена велика — много гвардейцев Дворца и Морд-Сит отдали жизнь за этот прорыв. В битве со Зверем погиб и генерал Тримак, командир гвардии Народного Дворца. Генерал Мейфферт докладывает, что ведьма Сикс, верхом на драконе, нанесла большие потери войскам Д’Хары в Древнем Мире, из-за этого они были вынуждены прекратить нападения на города и караваны, и генерал прибыл к Ричарду для получения новых приказов. Натан Рал, узнав от Никки о смерти Энн, уничтожает Огнём Волшебника всех оставшихся в туннеле солдат Джеганя.
Кэлен с Самюэлем уезжают из лагеря Джеганя, направляясь в сторону Тамаранга. Самюэль говорит Кэлен, что она является женой Лорда Рала, Кэлен не может этого вспомнить. Самюэль пытается на одном из привалов изнасиловать Кэлен, но она хватается за Меч Истины, и неожиданно в ней просыпается дар Исповедницы, и Самюэль оказывается полностью в её власти. Кэлен начинает допрос, который заканчивается смертью Самюэля.
Уходя от Сикс, Кэлен встречает Ричарда и вместе с ним едет в Тамаранг, чтобы Ричард смог забрать книгу «Тайны Могущества Боевого Чародея», оставленную Ричарду волшебником древности Барахом. Приехав туда он обнаруживает там Зедда, Тома и Рикку. Также он обнаруживает, что книга по-прежнему пуста. Его раздумья по этому поводу прерывает появление Сикс, но тут появляется Шота в виде матери Сикс и убивает ведьму. Далее все, кроме Шоты, отправляются в Народный дворец.
Ричард впускает Джеганя во дворец, и Улиция начинает проводить ритуал открытия шкатулки, а тем временем Джегань идет к Никки. Никки надевает на Джеганя Рада-Хань и приводит в Сад Жизни. Джегань умирает, а Улиция открывает шкатулку, но погибает. А Ричард раскрывает трюк с Книгой Сочтённых Теней, открывает нужную шкатулку побелевшим Мечом Истины и создаёт зеркальное отражение их мира, отправив туда Огненную цепь и магию шимов, чтобы создать мир без магии. Туда попадают все сторонники Ордена, а также добровольно туда идут Дженнсен, Том и все остальные Столпы Творения.
История заканчивается свадьбой Морд-Сит Кары и Бенджамина Мейферта.

## Персонажи книги
- Ричард Рал — лорд Рал, правитель Д’Харианской империи, Искатель Истины, боевой чародей, супруг Кэлен
- Кэлен Амнелл — Мать-Исповедница, жена Ричарда
- Кара — негласный лидер Морд-Сит, личный телохранитель лорда Рала, близкий друг Ричарда и Кэлен
- Никки — бывшая сестра Тьмы, могущественная волшебница, соратница Ричарда, влюблённая в него
- Шота — ведьма из предела Агаден
- Сикс — ведьма из Древнего мира
- Самюэль — бывший слуга и спутник Шоты, зачарованный Сикс
- Император Джегань — сноходец, правитель империи Древнего мира, основной антагонист Ричарда Рала
- Зедд — дед Ричарда, волшебник первого ранга
- Эди — колдунья
- Верна — аббатиса сестёр Света
- Натан Рал — предок Ричарда, пророк
- Энн — бывшая аббатиса сестёр Света
- Принцесса Виолетта — дочь королевы Милены, занявшая её место
- Чейз — бывший хранитель границы, друг Ричарда
- Рэчел — приёмная дочь Чейза
- Рикка — Морд-Сит
- Коммандер Карг — высокопоставленный офицер армии Джеганя, владелец команды Джа-ла, в которой играл Ричард Рал
- Генерал Бенджамин Мейфферт — командующий Д’Харианской армией, соратник Ричарда, впоследствии — муж Кары
- Генерал Тримак — командующий Первой когортой Народного дворца, погиб при нападении Зверя Крови на Ричарда во время его бегства из плена Джеганя
- Капитан Зиммер — командующий разведротой Армии Д’Хары
- Джиллиан — Сеятельница Снов, девочка из южной Д’Хары
- Сёстры Тьмы: Улиция и Эрминия